# Шина (футболист, 1996)
Роже́риу А́лвис дус Са́нтус (порт. Rogerio Alves dos Santos), более известный как Шина (порт. China; род. 2 августа 1996, Сан-Паулу) — бразильский футболист, нападающий вьетнамского клуба «Намдинь».

## Биография
Занимался в футбольной школе, которую финансируют футболисты Батиста, Денилсон, Кафу, Клебер и Фалькао.
В январе 2016 года выступал за молодёжную команду «Жувентус» из Сан-Паулу, вместе с которой участвовал в турнире Копин, где вместе с клубом дошёл до 1/16 финала. Вторую половину 2016 года провёл в стане любительской команды «Ваи-Ваи», участвовавшей в турнире Таса Паулиста.
В январе 2017 года по приглашению экс-футболиста львовских «Карпат» и действующего на тот момент скаут-селекционера данного клуба Батисты, Шина приехал на просмотр в украинскую команду. Проведя с командой первые и вторые зимние сборы, в марте 2017 года Шина подписал с «Карпатами» пятилетний контракт. Дебют в чемпионате Украины для бразильца состоялся 21 мая 2017 года в матче против полтавской «Ворсклы» (0:1). В феврале 2018 года стало известно, что Шина, восстанавливающийся от полученной травмы на родине, разорвал контракт с «Карпатами».
С февраля 2019 года — игрок «Львова». За свой новый клуб Шина дебютировал 13 апреля 2019 года в матче чемпионата Украины против «Александрии» (1:2). В марте 2021 года Шина был признан лучшим игроком месяца по версии УПЛ.

## Достижения

### Командные
«Актобе»
- Серебряный призёр чемпионата Казахстана: 2022
- Бронзовый призёр Чемпионата Казахстана: 2023

### Личные
- Лучший игрок месяца чемпионата Украины: март 2021